# Mariagrüner Wald

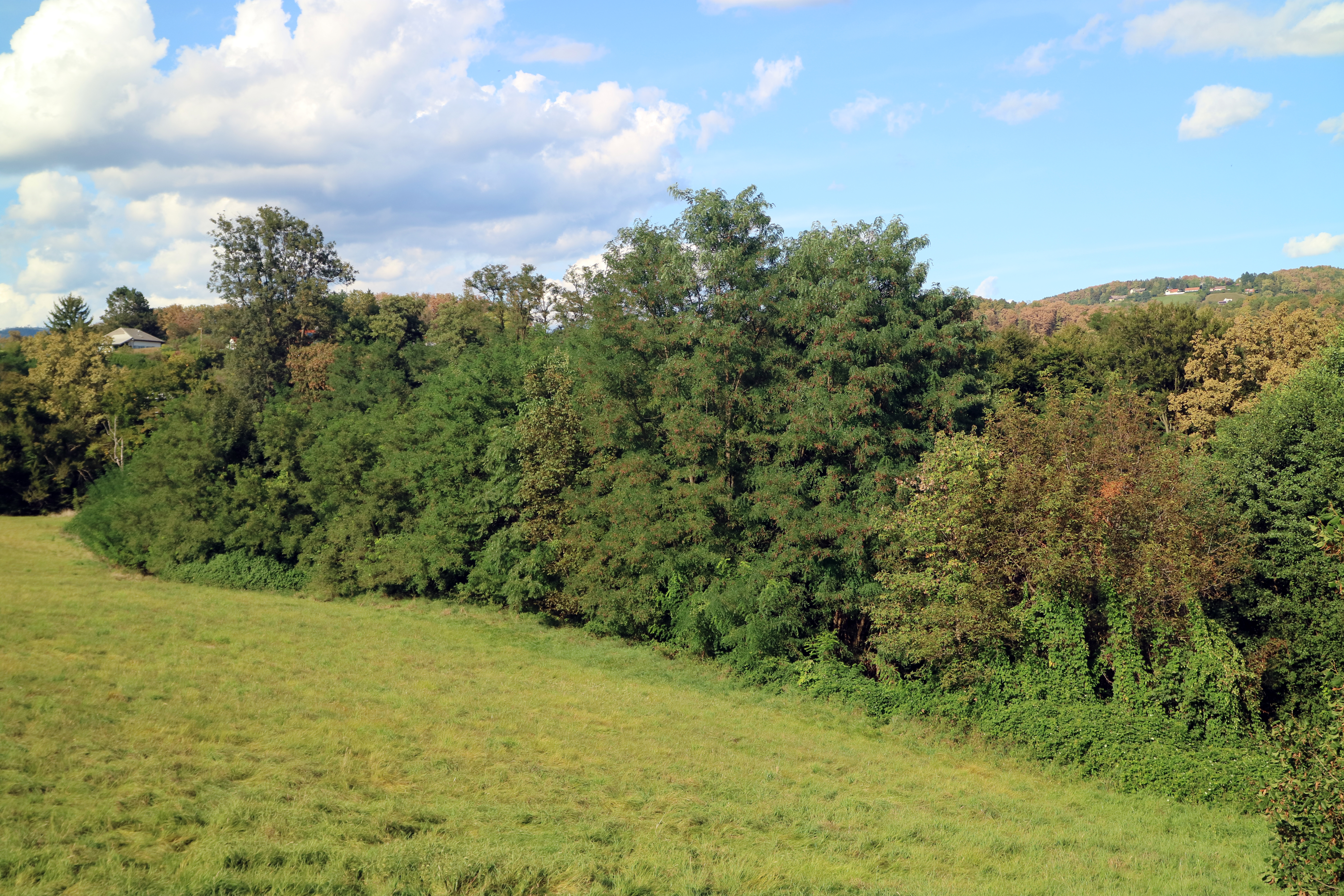
Mariagrüner Wald von Südwesten

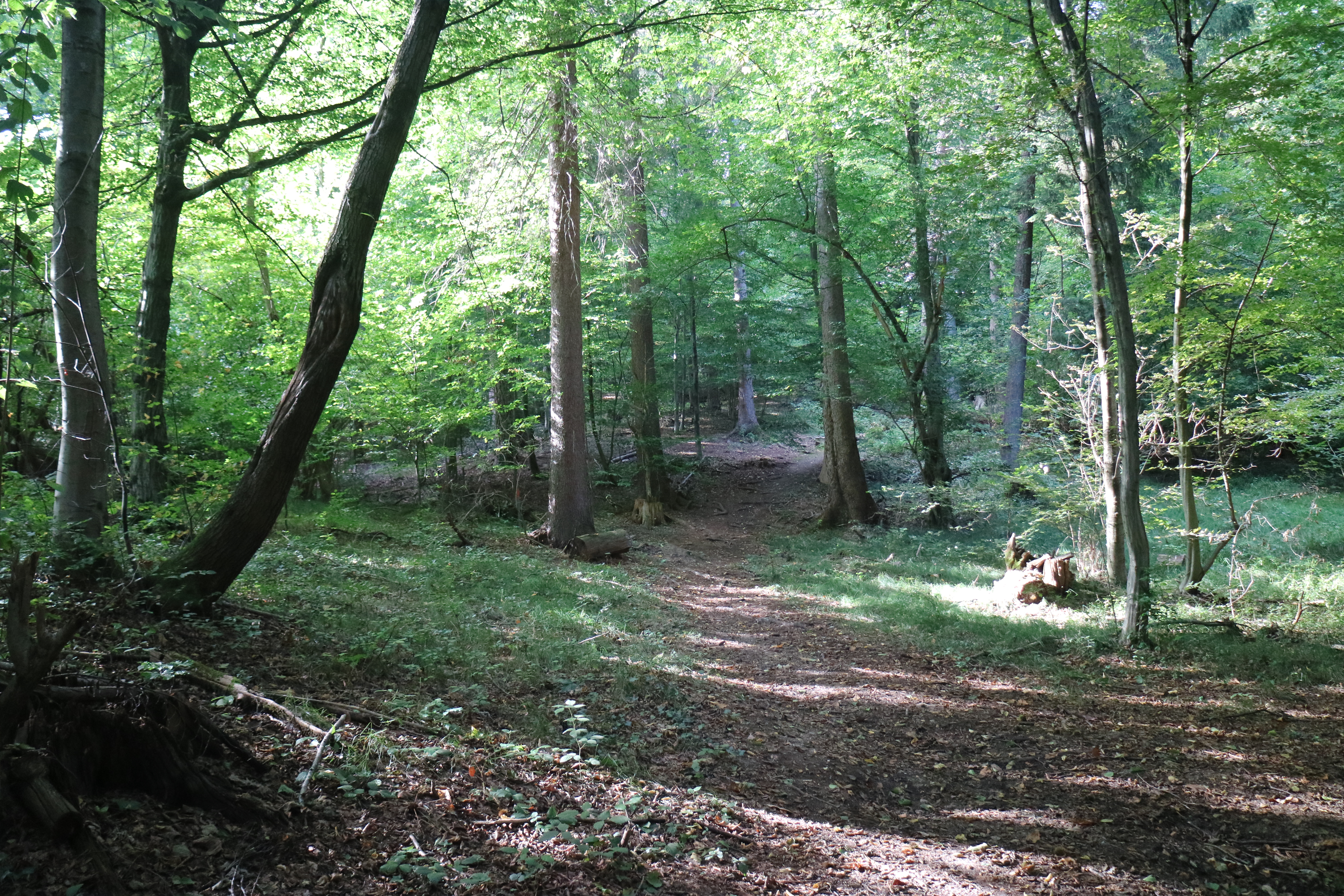
Im Waldinneren

Der Mariagrüner Wald ist ein Stadtwald in der steirischen Landeshauptstadt Graz. Der etwa 24 Hektar große Wald befindet sich im Stadtbezirk Mariatrost und ist bis heute eng mit dem Namen des Schriftstellers Peter Rosegger verknüpft.

## Lage und Umgebung
Der Mariagrüner Wald liegt im Mariatroster Bezirksteil Mariagrün in der Katastralgemeinde Wenisbuch. Er erstreckt sich beidseits des Mariagrüner Baches, wobei sich der wesentliche Teil der Waldfläche am Südosthang der Ferdinandshöhe bzw. Nordosthang des Rosenberges unterhalb der Franzosenwiese und am rechten Ufer des Baches befindet. Der untere Waldeingang auf 410 m ü. A. ist über die Mariagrüner Straße erreichbar. Von dort aus führen unmarkierte Wanderwege durch den Wald bergauf zum Schwarzbauerweg und zur Schönbrunngasse. Der gesamte Wald ist Teil des Landschaftsschutzgebiets Nördliches und östliches Hügelland von Graz (LSG-30).

## Geschichte
Von 1810 bis 1814 verbrachte der abgedankte König von Holland, Louis Bonaparte, sein Exil in Graz und widmete sich dabei der Schriftstellerei. Während er im Mariagrüner Wald auf einem bemoosten Stein saß und über seine Zeit als König nachdachte, soll er folgende Worte an einen Baumstamm geschrieben haben: „In dieser lachenden Gegend, wo man meinen Schmerz nicht kennt, hat oft mein schwärmender Geist die süßeste Ruhe geträumt.“

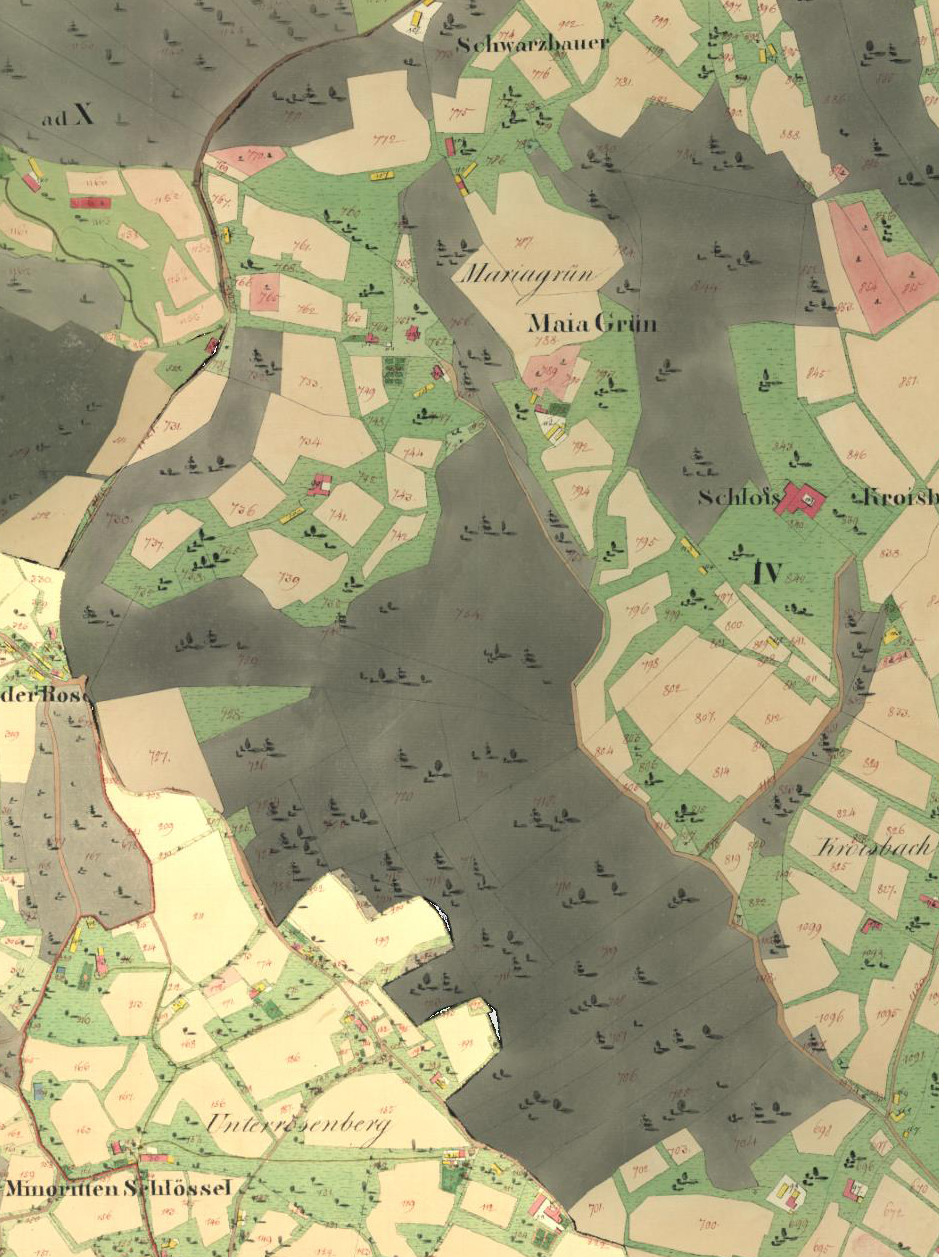
Der Mariagrüner Wald im Franziszeischen Kataster

Gut acht Jahrzehnte später sollte der Wald geschlägert und das Holz an eine italienische Holzverwertungsgesellschaft verkauft werden. Der steirische Heimatdichter Peter Rosegger, der seine Frau Anna Pichler 1873 in der Mariagrüner Kirche geheiratet hatte, sprach sich am 18. November 1894 in einem Zeitungsartikel im Grazer Volksblatt dezidiert gegen dieses Vorhaben aus:

„Sie hat mir ein liebes Weib gegeben, die Mutter im Grünen. Darum will ich mich um sie annehmen, wenn man darangeht, ihr den Rock abzuziehen, den sie seit undenklichen Zeiten getragen, der ihr Eigenthum ist, den ihr Gott selber angelegt.“

Rosegger warnte eindringlich vor der Errichtung eines neuen Geidorfer „Herrenviertels“ und Entstehung eines Grazer „Kahlenberges“. Er pries den Wald als spirituellen Rückzugsort und Schattenidyll und rief seine Leser zu Spenden für die Kirche und den Wald auf. 1896 erwarb der Kroisbach-Mariatroster Verschönerungsverein vom Grafen Schönborn ein Grundstück mit einer kleinen Wiese und zwei Waldparzellen im Ausmaß von etwa neun Joch, um einen Naturschutzpark zu schaffen. Ein Teil des Kaufpreises wurde durch Spenden aus der Bevölkerung finanziert. Den Restbetrag in Höhe von 21.273 Kronen und 76 Heller finanzierte die Stadt Graz aus den Eintrittsgeldern der 1888 eröffneten Hilmwarte. Am 25. Oktober 1904 unterzeichnete Bürgermeister Franz Graf den Kaufvertrag mit der ausdrücklichen Festlegung, den Wald als solchen zu erhalten.
Wie Vergleiche mit dem Franziszeischen Kataster nahelegen, ging die Fläche des Mariagrüner Waldes im 19. und 20. Jahrhundert vor allem gegen Süden stark zugunsten des Wohnungsbaus zurück. 30 Jahre nach Peter Rosegger etwa berichtete die Kleine Zeitung erneut über Abholzungspläne im Eichen-Fichten-Laubmischwald.

## Peter-Rosegger-Gedächtnisweg

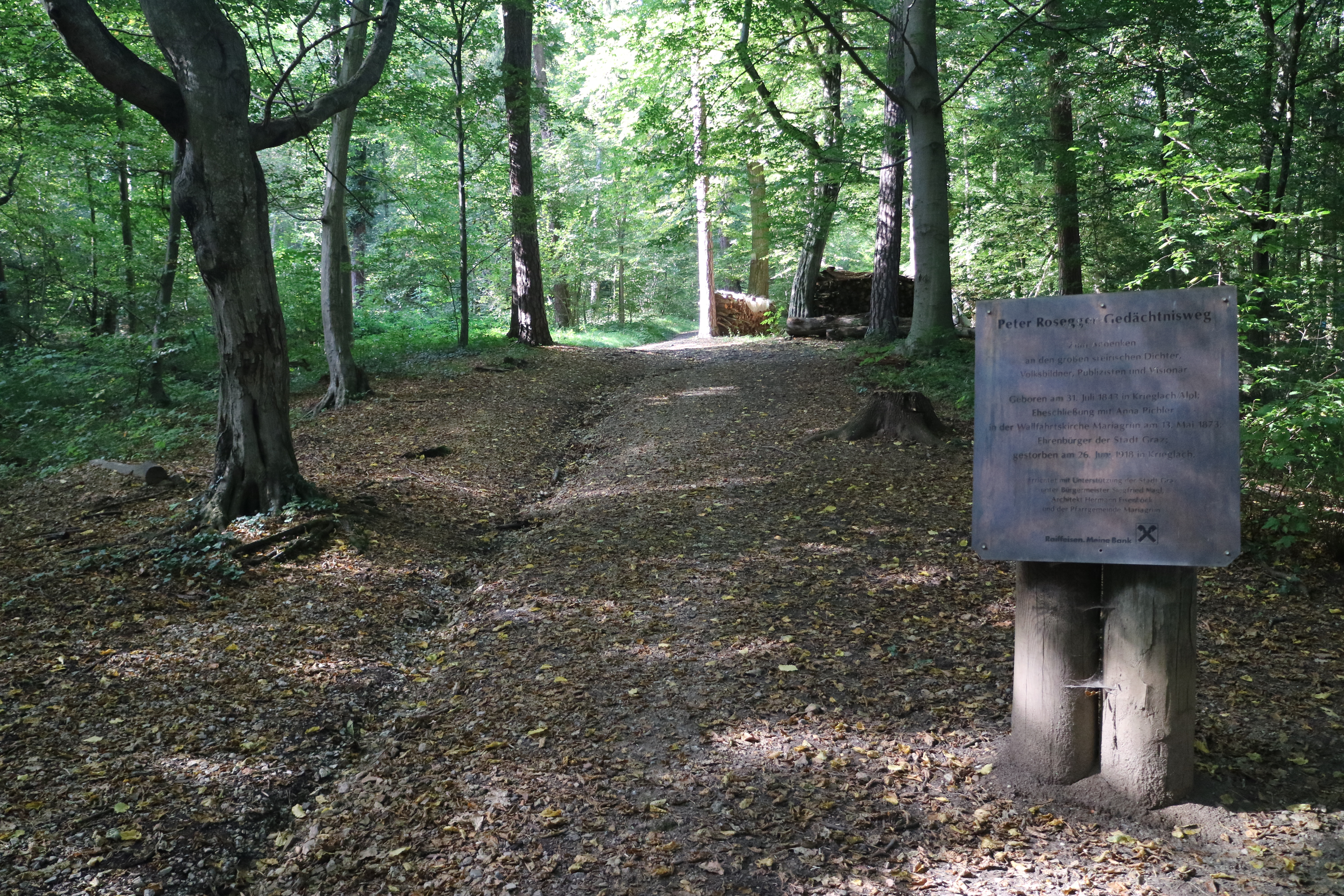
Am Beginn des Weges

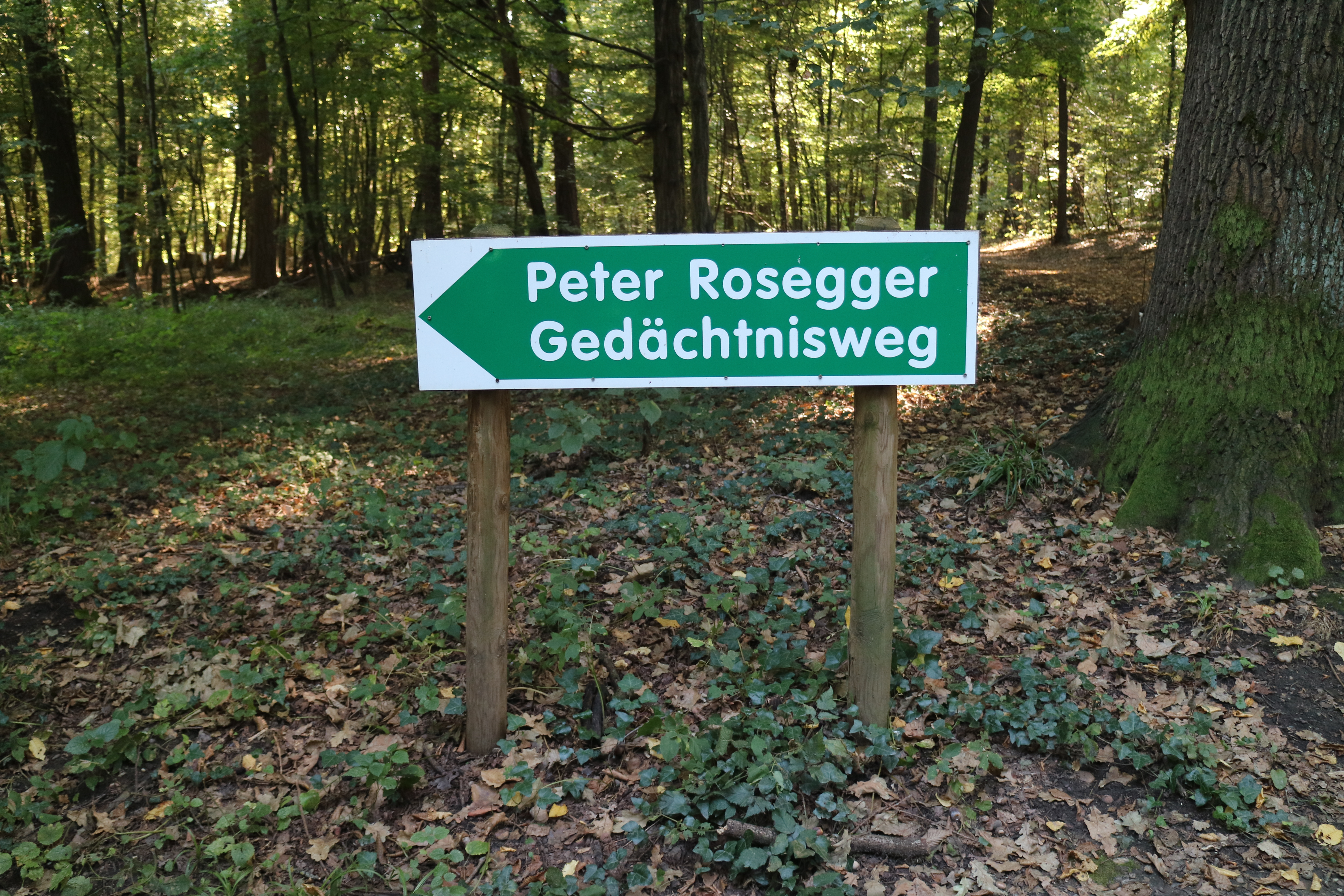
Wegweiser

Anlässlich seines 160. Geburtsjahres und 130. Hochzeitsjahres widmete Graz Peter Rosegger im Kulturhauptstadtjahr 2003 den Peter-Rosegger-Gedächtnisweg. Die Errichtungskosten von knapp 14.000 Euro wurden von der Stadt, aber auch von einzelnen Unternehmen und Privatpersonen getragen. Der Wanderweg führt vom Waldeingang bis zur Mariagrüner Kirche und umfasst 15 Tafeln mit Sinnsprüchen und Zitaten aus dem Werk des Dichters.

„Für Leute, die nicht wissen, wohin sie wollen, ist jeder Weg der rechte.“

„Erziehung ist keine Lehre, sondern Beispiel.“

„Die Mutter des Geistes, der Seele und des Könnens ist die Einsamkeit.“

„Wenn Eheleut’ nichts zu streiten hätten, müßten sie sich vor lauter Lieb’ auffressen.“

„Wir wären manchmal göttlicher, wenn wir menschlicher sein wollten.“

„So ohne Bedeutung ist kein Leben, dass es nicht für die übrigen von Interesse sein könnte.“

„Der meisten Leute Fehler ist, daß sie bei ihrem Beruf nur an Lohn, nie an Arbeit denken.“

„Irrtümer, die sich als zweckmäßig erwiesen haben, nennt man „Wahrheit“.“

„Der Fichtenbaum weiß nichts von Gott und wächst doch dem Himmel zu.“

„Vergiß was du hast, gedenke was du bist, ….. und nimm die Erde, wie sie ist.“

„Der moderne Mensch hat immer Ideen, nie Ideale.“

„Nicht allein am Mißerfolg, auch am Erfolg kann man zugrunde gehen.“

„Wenn man wen gern hat, legt man ihm alles zum Guten aus und trifft meistens das Richtige.“

„Ziel sei der Friede des Herzens – Besseres weiß ich nicht.“

„Wenn das, was fertigt ist, nur immer auch vollendet wäre.“